# Bernard Frois
Bernard Frois (* 1943 in Toulouse) ist ein französischer Kernphysiker und Wissenschaftsmanager.

## Leben
Frois wurde an der Universität Paris promoviert. Er war Forschungsdirektor am CNRS, forschte am CERN und am Labor der CEA in Saclay und lehrte an der Universität Utrecht und der University of Illinois at Urbana-Champaign. Er ist Direktor der CEA.
Er ist Fellow der American Physical Society. Frois erhielt die Silbermedaille des CNRS und den Tom-W.-Bonner-Preis für Kernphysik (1987).
Er befasste sich unter anderem mit Elektronenstreuung an Wenig-Nukleonen-Systemen. Von der Kernphysik wandte er sich später der Energiepolitik und Forschung zu Energiefragen zu. Von 2000 bis 2005 war er Direktor der Abteilung Energie, Transport, Umwelt, Natürliche Ressourcen im französischen Forschungsministerium. Er leitet das Programm für Technologie Neuer Energien bei der französischen nationalen Forschungsagentur.
Er ist im Leitungsrat des Carbon Capture and Storage Forum (CSLF) und Vorstand der EU Hydrogen Representative Group sowie im Leitungsrat der International Partnership for Hydrogen Economy (IPHE).

## Schriften
- Herausgeber mit Ingo Sick Modern topics in Electron Scattering, World Scientific 1991
- Herausgeber mit Vernon Hughes, N. de Groot Spin structure of the Nucleon: International School of Nucleon Structure, Erice Lectures 1995, World Scientific 1997
- Herausgeber mit J. F. Mathiot: Hadronic Physics with Electrons Beyond 10 GeV: Proceedings of the Second European Workshop on Hadronic Physics with Electrons Beyond 10 GeV, Dourdan, France, October 7-12, 1990, North Holland 1991
- Herausgeber mit Marie-Anne Bouchiat Parity Violation in Atoms and in Electron Scattering: Ens, Paris, France 21-31 October 1997, World Scientific 1999